# (20237) Clavius
(20237) Clavius est un astéroïde de la ceinture principale.

## Description
(20237) Clavius est un astéroïde de la ceinture principale. Il fut découvert le 6 février 1998 à La Silla par Eric Walter Elst. Il présente une orbite caractérisée par un demi-grand axe de 2,15 UA, une excentricité de 0,07 et une inclinaison de 3,7° par rapport à l'écliptique.